# Marian Lendlmayr von Lendenfeld
Marian Lendlmayr, OSB (* 1666 in Liezen; † Februar 1707 in Admont), war ein salzburgischer römisch-katholischer Geistlicher und von 1702 bis 1707 Abt der Benediktinerabtei St. Blasius zu Admont.

## Leben und Wirken
Lendlmayr wurde 1666 in Liezen als Sohn des landesfürstlichen Obereinnehmers in Rottenmann, Johann Jakob Lendlmayr, und dessen Frau Eva Rosina geboren. Sein älterer Bruder Johann Jakob Lendlmayr war Rechtslehrer der Steiermärkischen Landschaft und Doktor der Rechte. Seine Studien hatte Marian Lendlmayr am Admonter Gymnasium und an der Jesuitenuniversität Graz  absolviert, wo er promoviert wurde. 
1693 wurde er zum Professor der Philosophie, später der Spekulativen Theologie an der Benediktineruniversität Salzburg ernannt, wo er auch als Dekan und, nachdem er 1702 zum Abt in Admont gewählt worden war, von 1703 bis 1706 Prokanzler diente. 
Durch seine Veröffentlichungen (Questiones Philosophicae, De sacramentis  in genere, De Deo uno, De Deo trino sowie 1702 ein Tractatus de angelis) war Lendlmayr als Gelehrtenpersönlichkeit ausgewiesen, und so galt seine erste Sorge in Admont dem Ausbau des Stiftsgymnasiums. An der Pfarrkirche St. Nikolai im Sausal ließ er ein neues Langhaus errichten.
Lendelmayrs nur kurze Amtszeit war durch die Ereignisse des Spanischen Erbfolgekriegs überschattet, zu dessen Finanzierung das Stift an die 5000 Gulden beitragen musste.
Das Familienwappen der Lendlmayr von Lendenfeld zeigt im gevierteten Schild jeweils zwei aufrecht stehende, einen Baum stützende Böcke und ein aus einem Bottich aufsteigendes Bündel von Ähren.